# 魏伯昂
魏伯昂（德語：Axel Alfred Weber，1957年3月8日—），是德国的经济学家，曾担任德意志联邦银行行长、欧洲中央银行管理委员会理事。还曾是德国总理格哈特·施罗德经济顾问委员会的智囊之一。

## 生平
1957年，出生于库塞尔。
1982年，毕业于康斯坦茨大学。
1987年，获得锡根大学经济学博士学位。
1994年，任波恩大学教授。
2001年，为科隆大学国际经济学教授。
2002年，任德国经济专家委员会委员。
2004年，任德国央行主席、欧洲中央银行管理委员会理事。
2011年，卸任。